# Фраде, Энрике
Энрике Фраде (порт.-браз. Henrique Frade; 3 августа 1934, Формига — 15 мая 2004, Рио-де-Жанейро) — бразильский футболист, нападающий. Занимает 3 место по общему количеству голов в истории клуба «Фламенго» — 216 мячей.

## Карьера
Энрике Фраде начал карьеру в клубе «Фламенго», в составе которого дебютировал 19 февраля 1954 года в матче с клубом «Эсперанса», в котором его команда выиграла 2:1. 1 августа того же года он забил первый гол в составе «Менго», поразив ворота «Флуминенсе»; встречу его команда выиграла 5:2. Всего за первый сезон в клубе он провёл 8 матчей и забил 1 гол, а его команда выиграла чемпионат штата Рио-де-Жанейро. 13 марта 1955 года Энрике забил 4 гола в матче с «Америкой», а в следующих двух матчах сделал по «дублю», поразив ворота «Гойтаказа» и «Американо». Всего за сезон он провёл 23 матча и забил 10 голов, победив с клубом и в чемпионате штата Рио, и в международном чемпионате Рио. В сезоне 1956 года Энрике забил 12 голов, из которых 6 в турне клуба по Европе: 4 в матче с «Бранном» и два в матче со сборной чемпионата Швеции. Зато в следующем сезоне он забил 46 голов в 54 матчах, сделав три хет-трика, два из которых в двух матчах подряд против «Флуминенсе» и «Америки», а также сделал 7 «дублей». Затем он в течение 5 лет не забивал менее 26 голов за сезон. За этот период футболист выиграл ещё один чемпионат Рио, а также победил в турнире Рио-Сан-Паулу. В 1961 года Энрике стал вторым бомбардиром чемпионата Рио с 17-ю голами, что лишь на гол меньше чем у самого результативного игрока соревнования — Амарилдо. Последний матч за клуб он провёл 27 марта 1963 года; в нём клуб проиграл «Сантосу» со счётом 0:3. Всего за клуб он забил 216 голов в 412 матчах.
В 1963 году Энрике был арендован уругвайским «Насьоналем», где дебютировал 11 апреля в товарищеской игре с «Рампла Хуниорс» (2:2). И за единственный год в команде смог выиграть титул чемпиона Уругвая. За клуб футболист провёл 33 матча и забил 21 гол. Затем он был арендован клубом «Португеза Деспортос», где играл под именем Энрике Фраде, чтобы отличаться от защитника клуба, Энрике Перейры. Затем он перешёл в «Атлетико Минейро». В этой команде форвард дебютировал 5 ноября 1965 года в матче с клубом «Ренасенса», в котором его команда победила 3:0. Последний матч — против клуба «Сидерургика», в котором «Атлетико» проиграл со счётом 2:3. Всего за клуб Энрике провёл 14 матчей и забил 3 гола. Завершил карьеру форвард в клубе «Формига».

## Международная карьера
В составе сборной Бразилии Энрике дебютировал 10 марта 1959 года в матче чемпионата Южной Америки против Перу (2:2). На том же турнире, где бразильцы заняли 2 место, он провёл ещё один матч с командой Чили. 13 мая 1959 года Фраде, в матче с Англией с передачи Жулиньо, забил первый мяч за сборную. Следующий и последний матч за сборную Энрике провёл 29 июня 1961 года в товарищеском матче с Парагваем, где его команда победила 3:2, а Энрике забил победный гол.

## Достижения

### Командные
- Чемпион штата Рио-де-Жанейро: 1954, 1955, 1963
- Победитель турнира Рио-Сан-Паулу: 1955, 1961
- Чемпион Уругвая: 1963

### Личные
- Лучший бомбардир турнира Рио-Сан-Паулу: 1959 (9 голов)